# Josef Sarig

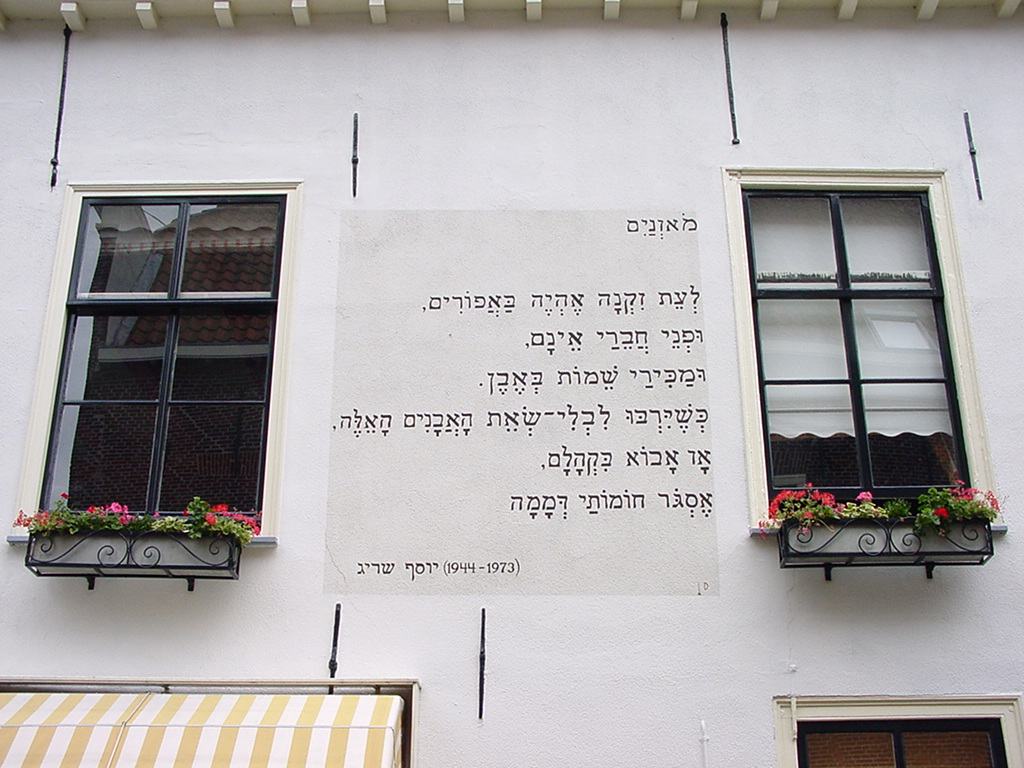
Josef Sarig – muurgedicht Weegschaal in Leiden

Josef Sarig (24 maart 1944 – 10 oktober 1973) was een Israëlisch dichter en componist.
Sarig was een kibboetsnik. Hij diende in de Zesdaagse Oorlog, studeerde muziek en compositie, trouwde en kreeg twee kinderen. Tijdens de Jom Kipoeroorlog diende hij als commandant van een tankeenheid op de Golanhoogte. Op de vijfde dag van de oorlog (10 oktober 1973) werd hij op 29-jarige leeftijd dodelijk getroffen. Postuum werd hij bevorderd tot majoor en kreeg hij een onderscheiding wegens betoonde moed.
Sarig schreef en componeerde veel liederen. Zijn verzamelde gedichten werden gepubliceerd onder de titel Twintig gedichten. Zijn beroemdste gedicht is 'Licht in Jeruzalem', dat hij schreef in 1972.

## Muurgedicht
In het kader van het project "Gedichten op muren" is in 1995 in Leiden het gedicht 'Weegschaal' van Sarig op de zijmuur van Herengracht 47 aangebracht. Het gaat over de balans van het leven, wanneer vrienden alleen nog maar als in steen gebeitelde namen zullen voortbestaan.
- Bibliothèque nationale de France: cb15981448d (data)
- International Standard Name Identifier: 0000 0000 6667 7752
- Library of Congress Control Number: no96006506
- MusicBrainz: 8123600a-998d-4316-8714-90a4f28f8a1c
- Nationale Bibliotheek van Israël: 987007284152905171
- Virtual International Authority File: 56201511
- WorldCat: E39PBJcGmDhpRGxpCGvmPHJFKd